# Ансбро, Джо
Джозеф «Джо» Энтони Эндрю Ансбро (англ. Joseph Antony Andrew Ansbro, родился 29 октября 1985 года в Глазго) — шотландский профессиональный регбист, выступавший за клубы «Нортгемптон Сэйнтс» и «Лондон Айриш», а также сборную Шотландии на позиции центра. Был вынужден завершить карьеру в возрасте 27 лет из-за перелома шеи.

## Ранние годы
Ансбро родился и вырос в Глазго. После окончания школы он переехал в Лестершир и поступил в Стонихерст-колледж, а после в колледж Робинсона Кембриджского университета. Во время учёбы Джо сыграл два матча за регбийную команду университета, в которых оба раза были обыграны соперники из Оксфордского университета. Тогда же он получил вызов в сборную Англии по регби U18.

## Клубная карьера
Ансбро попал в «Нортгемптон Сэйнтс» в 2007 году, но в первом сезоне пробиться в основной состав не сумел. Прорыв случился в сезоне 2008—2009, когда в первых тринадцати встречах за клуб Джо занёс 6 попыток. В 2011 году регбист подписал трёхлетний контракт с «Лондон Айриш». Всего же за четыре сезона в составе «святых» игрок провёл 65 матчей, в которых отметился 18 попытками.
Свою первую попытку за новый клуб приземлил в матче Кубка Хейнекен против «Расинга». В товарищеской встрече против «Манстера» перед началом сезона 2012—2013 Ансбро сломал одну из костей шеи. Изначально его возвращение ожидалось через три месяца, однако на поле регбист так больше и не вышел. В мае 2013 года после долгого периода реабилитации и по настоянию врачей Джо принял решение завершить свою регбийную карьеру.

## Карьера в сборной
В 2009 году Ансбро был вызван в состав Шотландии А на Кубок наций по регби, который шотландцы выиграли. В 2010 году Джо дебютировал за основную сборную в победном матче против ЮАР, став первым темнокожим игроком, когда-либо игравшим за «чертополохов».
Свою первую попытку за сборную занёс 6 августа 2011 года в матче против сборной Ирландии, она стала решающей и позволила шотландцам выиграть со счётом 10:6. В сентябре того же года Ансбро попал в заявку сборной на чемпионат мира. На турнире Джо сыграл два матча — с Румынией и Англией. В первой встрече он также сумел приземлить попытку. В своём последнем международном матче против сборной Самоа в 2012 году регбист также отметился результативным действием.

## После игровой карьеры
Как выпускник Кембриджского университета, Ансбро стал работать преподавателем биологии и регбийным тренером в школе Харроу.